# خالد سرواش
خالد سرواش لاعب كرة قدم إماراتي، من مواليد 21 مايو 1991 .

## مسيرته الكروية
لعب لأندية النصر والإمارات و رأس الخيمة وخورفكان.

## وصلات خارجية
- خالد سرواش على موقع Soccerway.com (الإنجليزية)

- خالد سرواش